# Ettore
Ettore  è un nome proprio di persona italiano maschile.

## Varianti
- Alterati: Ettorino, Ettoruccio
- Femminili: Ettora
  - Alterati: Ettorina

### Varianti in altre lingue
- Catalano: Hèctor[2]
- Francese; Hector[2]
- Greco antico: Ἕκτωρ (Hèktōr)[2][3]
- Inglese; Hector[2]
- Latino; Hector[1][2]
- Polacco: Hektor, Jaktor
- Portoghese: Heitor[2]
- Spagnolo Héctor[2]
- Ungherese: Hektor,hertore

## Origine e diffusione

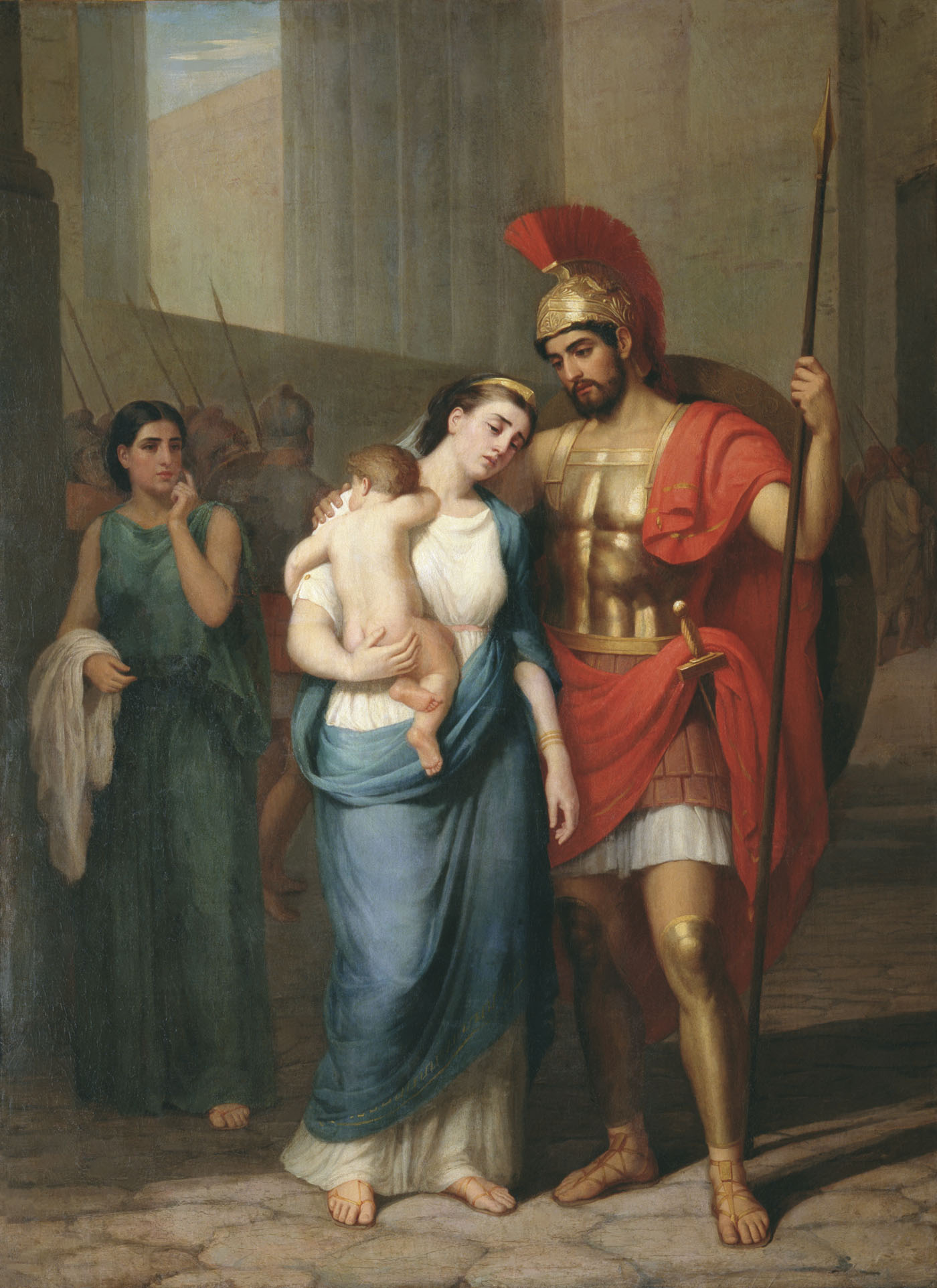
Ettore e Andromaca, di Sergej Petrovič Postnikov

Deriva dal nome greco Ἕκτωρ (Hèktōr), latinizzato in Hector; si basa sul termine ἕκτωρ (hèktōr, "che tiene forte", "che sta saldo"), a sua volta da ἔχω (èchō, "avere", "tenere", "possedere"). È quindi avvicinabile per significato al nome Fermo.
Nome di matrice classica, nell'Iliade Ettore è il figlio maggiore di Priamo, re di Troia, e di Ecuba, che viene ucciso in combattimento da Achille; da lui prende il nome 624 Hektor, il più grande fra gli asteroidi troiani di Giove.
Il nome Ettore si è ampiamente diffuso nel Nord Italia, ed ha avuto maggiore incremento nell'800 dopo che Massimo d'Azeglio conferì prestigio alla figura storica di Ettore Fieramosca, che divenne protagonista del suo romanzo omonimo. In Inghilterra, nella forma Hector, il nome conobbe un uso occasionale dal Medioevo in poi; fu particolarmente comune in Scozia, dove veniva usato anche come forma anglicizzata del nome Eachann.

## Onomastico
L'onomastico viene festeggiato il 20 giugno (23 dicembre in certi luoghi) in memoria di sant'Ettore, probabilmente martire in Grecia al tempo di Diocleziano.

## Persone

Ettore Majorana

- Ettore Andenna, conduttore televisivo, giornalista e politico italiano
- Ettore Bastianini, baritono italiano
- Ettore Bugatti, imprenditore italiano
- Ettore Fieramosca, condottiero italiano
- Ettore Majorana, fisico italiano
- Ettore Marchiafava, medico e politico italiano
- Ettore Messina, allenatore di pallacanestro italiano
- Ettore Muti, militare, aviatore e politico italiano
- Ettore Petrolini, attore, drammaturgo, scrittore e sceneggiatore italiano
- Ettore Roesler Franz, pittore italiano
- Ettore Scola, regista e sceneggiatore italiano
- Ettore Sottsass, architetto e designer italiano
- Ettore Canu, youtuber italiano

### Variante Hector

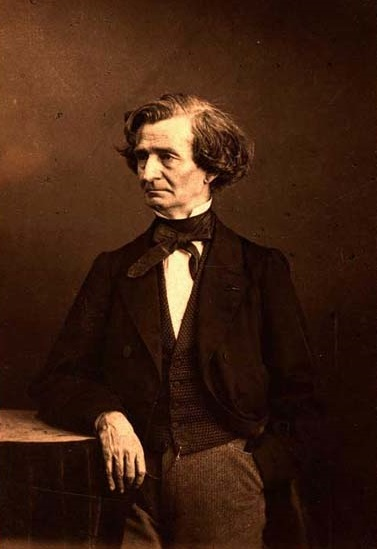
Hector Berlioz

- Hector Berlioz, compositore francese
- Hector Guimard, architetto francese
- Hector Hodler, giornalista ed esperantista svizzero
- Hector Malot, scrittore francese
- Hector Pieterson, sudafricano vittima dell'apartheid

### Variante Héctor

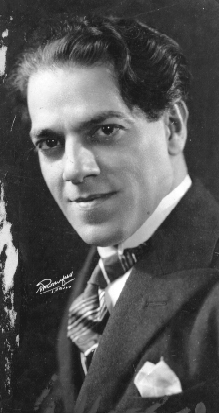
Heitor Villa-Lobos

- Héctor Barberá, pilota motociclistico spagnolo
- Héctor José Cámpora, politico argentino
- Héctor Cúper, calciatore e allenatore di calcio argentino
- Héctor Elizondo, attore statunitense
- Héctor Oesterheld, fumettista argentino

### Variante Heitor
- Heitor da Silva Costa, ingegnere brasiliano
- Heitor Marcelino Domingues, calciatore brasiliano
- Heitor Martinez Mello, attore brasiliano
- Heitor Pereira, compositore brasiliano
- Heitor Shimbo, schermidore brasiliano
- Heitor Villa-Lobos, compositore brasiliano

## Il nome nelle arti
- Ettore (Butch the Bulldog) è un personaggio delle serie animate Looney Tunes e Merrie Melodies, generalmente accoppiato a Titti e Gatto Silvestro.
- Hector Barbossa è un personaggio della serie cinematografica Pirati dei Caraibi.
- Ettore Ferri è un personaggio della soap CentoVetrine.
- Hector Hall è un personaggio dei fumetti DC Comics.
- Hector è un personaggio della saga di Fire Emblem, giocabile in Fire Emblem (videogioco 2003) e Fire Emblem Heroes. Appare anche in Fire Emblem: Fūin no Tsurugi.
- Sir Ettore è un personaggio del film d’animazione La spada nella roccia del 1963 della Walt Disney.
- Hector Salamanca è un personaggio della serie televisiva Breaking Bad e del suo spin-off Better Call Saul.
- Hector Rivera è un personaggio del film Coco.